# Luise Pompe
Luise Philippine Pompe (* 13. Oktober 1908 in Czernowitz, damals Bukowina, Österreich-Ungarn; † 11. November 2022 in Wien) war eine österreichische Supercentenarian.

## Leben
Über die familiäre Herkunft und den beruflichen Lebensweg von Luise Pompe sind kaum öffentliche Informationen bekannt. Als Kind erlernte sie das Klavierspiel und war in späteren Jahren eine Schülerin von Hedda Ballon (1893–1979). Laut einem Zeitungsbericht aus dem Jahr 1932 war sie zu dieser Zeit bereits selbst pädagogisch tätig. Pompe war zeitlebens unverheiratet und kinderlos. Um das Jahr 1965 arbeitete sie als Bibliothekarin und lebte in einer Wohnung am Ilgplatz 5 im zweiten Wiener Gemeindebezirk Leopoldstadt. Zum 31. Dezember 1970 trat sie in den Ruhestand. Sie war bis zu ihrem Tod geistig rege, belesen und blieb aktiv am Weltgeschehen interessiert. Pompe lebte bis zuletzt in ihrer Wohnung in Wien und führte bis zu ihrem 103. Lebensjahr noch weitgehend eigenständig ihren Haushalt. Ab Ende des Jahres 2011 wurde Pompe in regelmäßigen Abständen von einem privaten Pflegedienst umsorgt.
Am 13. Oktober 2018 wurde Luise Pompe 110 Jahre alt und damit zur Supercentenarian. Nach dem Tod von Anna Wiesmayr am 23. September 2019 im Alter von 111 Jahren und 62 Tagen war Luise Pompe die älteste in Österreich lebende Person. Ab Oktober 2021 war sie die erste Person in Österreich, die das 113. Lebensjahr sowie auch noch das 114. Lebensjahr erreicht hatte. Damit wurde Pompe zur ältesten Person, die jemals in Österreich gelebt hat. Luise Pompe starb am 11. November 2022 im Alter von 114 Jahren und 29 Tagen (insgesamt 41.667 Tage). Am 2. Dezember 2022 wurde sie auf dem Wiener Zentralfriedhof beerdigt (Gruppe 67, Reihe 7, Nummer 39).